# Bukusu (langue)
Pour les articles homonymes, voir Bukusu.
Le bukusu (autonyme : lubukusu) est une langue bantoue parlée par les Kusu (ou Bukusu), une population de l'ouest du Kenya. Elle est proche du gisu et du masaaba, parlées dans l'est de l'Ouganda, et il y a interintelligibilité entre ces trois langues. Elle compterait entre 600 000 et 800 000 locuteurs selon les sources.